# Lukáš Ďuriška
Lukáš Ďuriška (ur. 16 sierpnia 1992 w Trenczynie) – słowacki piłkarz występujący na pozycji pomocnika w słowackim klubie AS Trenčín.

## Statystyki

### Klubowe
(aktualne na dzień 27 czerwca 2021)
| Klub                   | Sezon              | Liga               | Liga  | Liga   | Puchar kraju | Puchar kraju | Puchary Europejskie | Puchary Europejskie | Suma  | Suma   |
| Klub                   | Sezon              | Liga               | Mecze | Bramki | Mecze        | Bramki       | Mecze               | Bramki              | Mecze | Bramki |
| ---------------------- | ------------------ | ------------------ | ----- | ------ | ------------ | ------------ | ------------------- | ------------------- | ----- | ------ |
| AS Trenčín             | 2010/11            | I liga             | 3     | 0      | –            | –            | –                   | –                   | 3     | 0      |
| AS Trenčín             | 2011/12            | I liga             | 4     | 0      | 2            | 0            | –                   | –                   | 6     | 0      |
| AS Trenčín             | Ogólnie            | Ogólnie            | 7     | 0      | 2            | 0            | 0                   | 0                   | 9     | 0      |
| AGOVV Apeldoorn (wyp.) | 2011/12            | Eerste divisie     | 11    | 0      | –            | –            | –                   | –                   | 11    | 0      |
| AGOVV Apeldoorn (wyp.) | Ogólnie            | Ogólnie            | 11    | 0      | 0            | 0            | 0                   | 0                   | 11    | 0      |
| AS Trenčín             | 2012/13            | I liga             | 5     | 0      | –            | –            | –                   | –                   | 5     | 0      |
| AS Trenčín             | Ogólnie            | Ogólnie            | 5     | 0      | 0            | 0            | 0                   | 0                   | 5     | 0      |
| Mosta FC (wyp.)        | 2013/14            | Premier League     | 13    | 1      | 1            | 0            | –                   | –                   | 14    | 1      |
| Mosta FC (wyp.)        | Ogólnie            | Ogólnie            | 13    | 1      | 1            | 0            | 0                   | 0                   | 14    | 1      |
| AS Trenčín             | 2013/14            | I liga             | 2     | 0      | –            | –            | 1                   | 0                   | 3     | 0      |
| AS Trenčín             | Ogólnie            | Ogólnie            | 2     | 0      | 0            | 0            | 1                   | 0                   | 3     | 0      |
| Frýdek-Místek          | 2014/15            | II liga            | 13    | 0      | –            | –            | –                   | –                   | 13    | 0      |
| Frýdek-Místek          | 2015/16            | II liga            | 20    | 0      | 3            | 0            | –                   | –                   | 20    | 0      |
| Frýdek-Místek          | Ogólnie            | Ogólnie            | 33    | 0      | 3            | 0            | 0                   | 0                   | 33    | 0      |
| Raków Częstochowa      | 2016/17            | II liga            | 25    | 1      | 2            | 0            | –                   | –                   | 27    | 1      |
| Raków Częstochowa      | 2017/18            | I liga             | 9     | 0      | 1            | 0            | –                   | –                   | 10    | 0      |
| Raków Częstochowa      | Ogólnie            | Ogólnie            | 34    | 1      | 3            | 0            | 0                   | 0                   | 37    | 1      |
| Ruch Chorzów (wyp.)    | 2018/19            | II liga            | 25    | 2      | 1            | 0            | –                   | –                   | 26    | 2      |
| Ruch Chorzów (wyp.)    | Ogólnie            | Ogólnie            | 25    | 2      | 1            | 0            | 0                   | 0                   | 26    | 2      |
| Olimpia Grudziądz      | 2019/20            | I liga             | 28    | 1      | –            | –            | –                   | –                   | 28    | 1      |
| Olimpia Grudziądz      | Ogólnie            | Ogólnie            | 28    | 1      | 0            | 0            | 0                   | 0                   | 28    | 1      |
| Zagłębie Sosnowiec     | 2020/21            | I liga             | 32    | 0      | 1            | 0            | –                   | –                   | 33    | 0      |
| Zagłębie Sosnowiec     | Ogólnie            | Ogólnie            | 32    | 0      | 1            | 0            | 0                   | 0                   | 33    | 0      |
| Ogólnie w karierze     | Ogólnie w karierze | Ogólnie w karierze | 190   | 5      | 9            | 0            | 1                   | 0                   | 200   | 5      |